# Amatørdigtning
Amatørdigtning kan betragtes nedsættende, "dårlige digte", "ikke- eller uprofessionelt forfattede digte", men også ses som den uforvanskede kærlighedserklæring til sproget, følelserne, tankerne, formidlingen, der ganske enkelt bare må ud, hvad enten man kan eller ej. 
am/a+t/ør ¯ fransk amateur, af latin amàtor='elsker', afl. af amàre='elske'
| Sprog og litteratur | Spire Denne artikel om litteratur er en spire som bør udbygges. Du er velkommen til at hjælpe Wikipedia ved at udvide den. |